# Mohora
Mohora là một thị trấn thuộc hạt Nógrád, Hungary. Thị trấn này có diện tích 15,95 km², dân số năm 2010 là 961 người, mật độ 60 người/km².